# Bus Simulator
Bus Simulator är den engelska versionen av det tyska datorspelet "Bus-Simulator 2009", ursprungligen utgivet av Astragon i Tyskland den 12 augusti 2009. Spelet är en uppföljare till Bus Simulator 2008 från 2007.
I spelet har spelaren ett eget bussbolag och kör buss igenom en fiktiv stad i Tyskland. Spelaren köper sina bussar till sitt bussbolag och det finns tolv stycken att välja bland. I spelet finns ett antal linjer som spelaren måste betala en engångssumma för att få rätt att börja köra. Spelaren kan också skapa egna busslinjer. 
Målet med spelet är att få passagerarna att bli nöjda med resan genom att inte bryta mot lagen, hålla tiden och låta alla passagerare komma med och stiga av. Efter varje slutförd tur får spelaren en summa pengar som den använder för att köpa nya linjesträckor och nya bussar samt fylla på bensin. Spelaren har även möjlighet att köra fritt i staden för att lära sig hur den är uppbyggd.
Spelet utspelar sig i realtid och använder den inbyggda klockan i datorn för att ställa in den tid som spelaren kör spelet. Det finns två väderförhållanden, sol eller regn. Spelaren väljer inte själv vilket väder som ska råda, utan det styrs automatiskt.